# 모발 색을 나누는 척도
모발 색을 나누는 척도(Fischer–Saller scale)는 머리카락 색조를 결정하기 위해, 주로 물리, 인류학, 의학 등의 등급 지정으로 사용한다.

## 기본 등급
| A              |  | 아주 연한 금발     |
| B to E         |  | 연한 금발          |
| F to L         |  | 금발               |
| M to O         |  | 짙은 금발          |
| P to T         |  | 연한 갈색          |
| U to Y         |  | 짙은 갈색 / 검은색 |
| I, II, III, IV |  | 빨간               |
| V, VI          |  | 붉은 금발          |

## 이전 등급
| 1–3   | 빨간               |
| 4     | 짙은 갈색          |
| 5     | 짙은 갈색 / 갈색   |
| 6     | 갈색 / 적갈색      |
| 7     | 갈색 / 연한 갈색   |
| 8     | 갈색 / 연한 갈색   |
| 9     | 연한 갈색 / 암흑가 |
| 10    | 연한 갈색 / 암흑가 |
| 11    | 칠흙 / 옅은 갈색   |
| 12–19 | 금색               |
| 20–25 | 은색               |
| 26    | 짙은 잿빛          |
| 27–28 | 검은색             |

## 같이 보기
- 모발 색
- 털